# سفارة أستراليا في بولندا
سفارة أستراليا في بولندا هي أرفع تمثيل دبلوماسي لدولة أستراليا لدى بولندا. تقع السفارة في وارسو وهي تهدف لتعزيز المصالح الأسترالية في بولندا.

## وصلات خارجية
- الموقع الرسمي
- قائمة سفارات أستراليا
- قائمة السفارات في بولندا